# Emona
Emona fue una antigua ciudad romana de la provincia de Panonia. Fundada a finales del siglo I a. C. como campamento militar de la Legio XV Apollinaris, años más tarde se desarrolló como núcleo civil (Colonia Iulia Aemona).

## Historia
A finales del siglo I a. C., los romanos construyeron en el lugar donde se asienta la moderna Liubliana un campamento militar, ocupado por la Legio XV Apollinaris que más tarde se convirtió en el asentamiento permanente de Emona (Colonia Iulia Aemona).
La ciudad contó con murallas y su población llegó a ser de entre 5000 a 6000 personas, muchos de ellos comerciantes, artesanos y veteranos de guerra. Sus casas estaban hechas de ladrillo, y contaban con sistema de calefacción y conexión con el alcantarillado público. Las paredes y suelos de las mismas estaban decoradas con pintura y mosaicos.
Al igual que sucedió en el resto del Imperio, Emona fue decayendo progresivamente, y así la ciudad fue destruida en 452 por los hunos, bajo las órdenes de Atila, y después por los ostrogodos y los lombardos.

## Vestigios arqueológicos

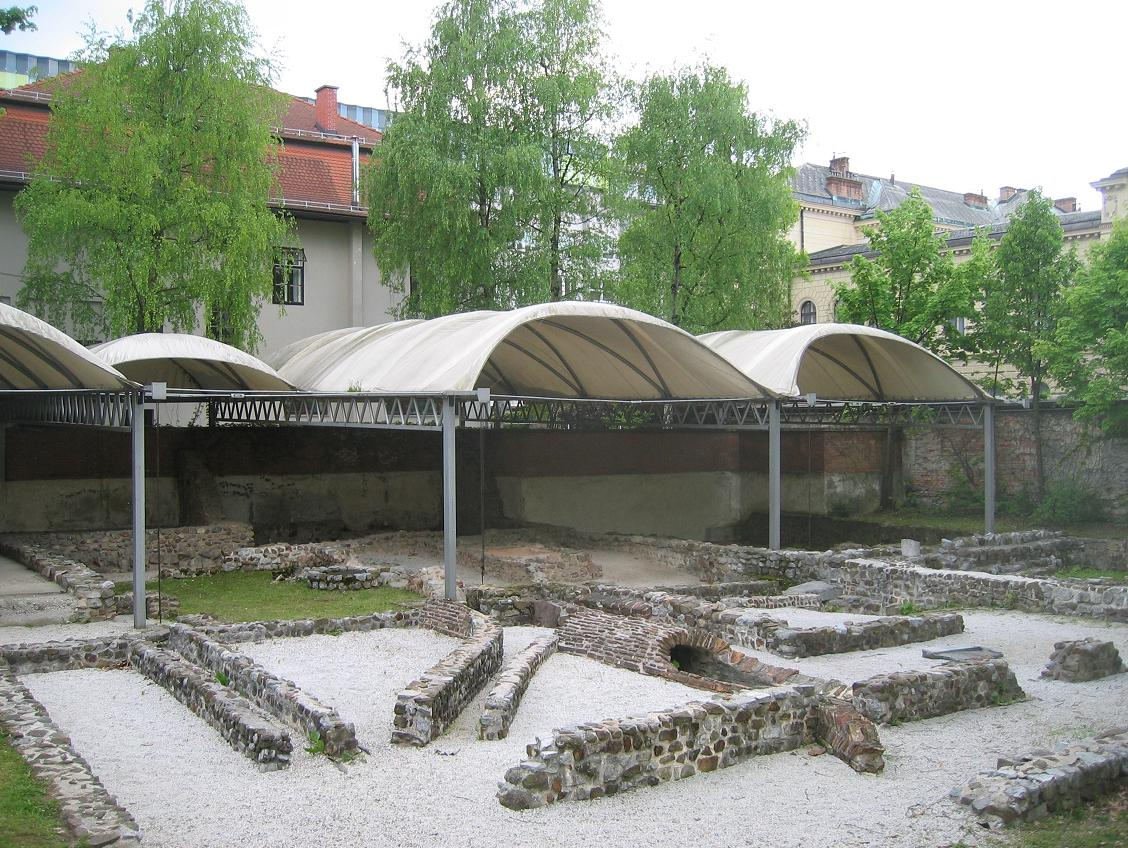
Restos paleocristianos en el centro de Liubliana.

De la antigua ciudad romana todavía son visibles algunos de sus restos como elementos del foro, la puerta norte de la ciudad, una necrópolis (en la cual fue encontrada una estatua de bronce), varias viviendas (en el jardín Jakopič), parte de la muralla, así como un primitivo templo cristiano de los siglos IV y V.